# Gabriel Saura Nagore
Gabriel Saura Nagore (El Prat de Llobregat, 6 d'abril de 1928) va ser un ciclista català que fou professional entre 1948 i 1958. Els seus principals èxits foren dues victòries d'etapa a la Volta a Catalunya.
El seu pare i el seu germà Josep també foren ciclistes professionals. Un cop retirat, fou seleccionador espanyol i director de diferents equips. El 23 d'abril del 2015 va ser nomenat Fill Adoptiu de Montblanc, on s'havia traslladat a viure després de la jubilació.

## Palmarès
- 1947
  - 1r al Circuit Ribera del Jalón
- 1948
  - Vencedor d'una etapa de la Volta a Catalunya
- 1950
  - Vencedor d'una etapa del Gran Premi de Catalunya
- 1956
  - Vencedor d'una etapa de la Volta a Catalunya
- 1957
  - 1r a Montornés

### Resultats a la Volta a Espanya
- 1948. Abandona
- 1955. 51è de la classificació general
- 1956. Abandona

### Resultats al Giro d'Itàlia
- 1955. 78è de la classificació general